# Charops armatus
Charops armatus là một loài tò vò trong họ Ichneumonidae.